# Maladie virale

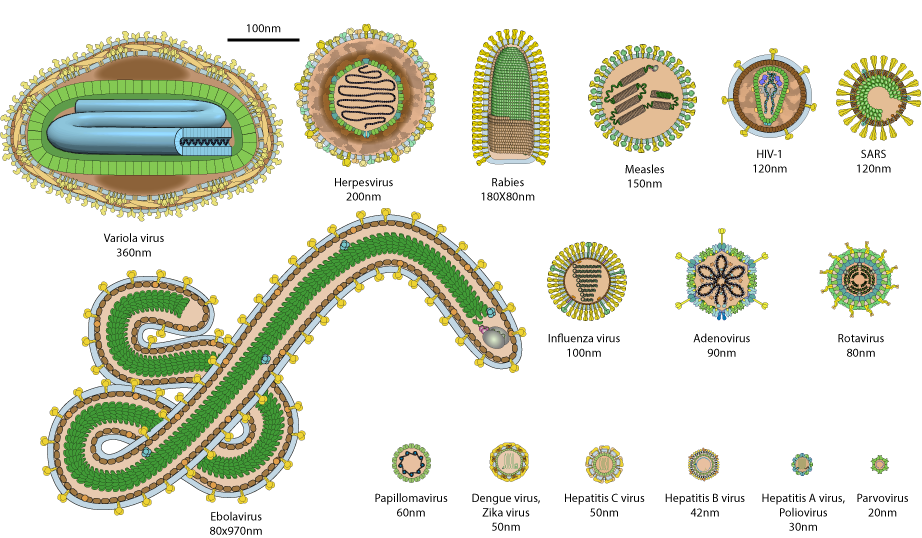
Virions de certains des virus humains les plus courants avec leur taille relative. Les acides nucléiques ne sont pas à l'échelle.

Une maladie virale, ou virose, est une maladie déclenchée par un virus et sa propagation dans l'organisme (et aux dépens de l'organisme).
Les virus à ARN peuvent se transformer très rapidement et déjouer les défenses de l'hôte comme le montre celui de la grippe (influenza).
Les antibiotiques n'ont aucune action contre les maladies virales.

## Zoonose
La transmission entre espèces (zoonose) est un problème qui s'aggrave avec :
1. l'augmentation des transports quasi instantanés ;
2. les concentrations humaines (villes), animales (élevages) et végétales (monocultures intensives) ;
3. la persistance de la promiscuité entre les hommes et les animaux avec peu de barrière sanitaire comme en Asie ;
4. des procédures lacunaires pour produire des vaccins par exemple celui du choléra avec des chimpanzés pour le SIDA ;
5. un déséquilibre économique pour fournir des farines carnées aux bovins avec la maladie de Creutzfeldt-Jakob.

## Maladies virales des végétaux
Les maladies virales peuvent également affecter les plantes, se manifestant souvent par des taches « en mosaïque » sur les feuilles. Ces maladies, souvent transmises par des insectes, peuvent affecter quasiment tous les organes des plantes, à l'exclusion des méristèmes.

## Interférences virales
Quand un organisme est simultanément ou séquentiellement infecté par plusieurs espèces de virus respiratoires (par exemple dans le système respiratoires, divers types d'interactions et de synergies entre virus sont possibles et fréquents).
L'interférence virale a été démontrée à trois niveaux écologiques : niveau cellulaire, niveau de l'hôte et niveau de la population (avec alors de possibles effets populationnels et/ou écosystémiques).
L'infection par le premier virus peut, selon les cas, augmenter ou au contraire réduire l'infection et la réplication par un second virus, avec potentiellement :
- une synergie positive (effet additif ou synergique) pouvant conduire à d'autres infections virales (et bactériennes), par exemple quand un premier virus a pu attaquer et affaiblir le système immunitaire (cas du VIH/SIDA). Quand il y a co-infection par deux virus proches (deux virus de la grippe de type HxNz, il peut même y avoir l'apparition de virus réassortis, issus de recombinaison virale, éventuellement plus pathogène[3] ;
- une synergie négative (effet antagoniste), par exemple quand une production d'interféron induite par le premier virus protège dans une certaine mesure et pour un certain temps contre une nouvelle infection par un autre virus. Il y a alors une immunité non spécifique au virus, mais temporaire. Une immunité croisée est également possible quand les virus sont assez proches. La pandémie de grippe A (H1N1) de 2009, due à un virus grippal ré-émergent récemment apparu chez le porcs, a encouragé les études sur l'interférence virale[3]. On a alors montré que quand une population est peu immunisée contre une nouvelle souche grippale, cette dernière peut circuler hors de la saison hivernale (ce qu'on avait déjà constaté avec la grippe H1N1). Les tests PCR (très sensibles pour détecter séparément les souches grippales) ont permis de détecter en fin d'été des pics d'infections à rhinovirus qui ont retardé les pics grippaux jusqu'à la fin de l'automne (début habituel de la saison de la grippe)[3].